# Mýrdalsjökull
De Mýrdalsjökull is een gletsjer in het zuiden van IJsland iets ten noorden van de plaats Vík í Mýrdal en ten oosten van de kleinere gletsjer Eyjafjallajökull. De hoogste toppen bereiken een hoogte tot 1493 meter en de totale oppervlakte bedroeg in 1980 nog 595 km².
De ijskap van de gletsjer bedekt de actieve vulkaan Katla. De krater van de vulkaan heeft een diameter van 10 km en de vulkaan kent om de 40 tot 80 jaar een uitbarsting. Aangezien de laatste uitbarsting dateert van 1918 houden wetenschappers de vulkaan nauwlettend in de gaten. Sinds 930 werden 16 uitbarstingen geregistreerd. De Laki kraters en de Eldgjá horen tot hetzelfde vulkanische systeem.
Voor de hringvegur was voltooid vreesden de mensen een oversteek van de vlaktes voor de vulkaan door de frequente gletsjerdoorbraken (IJslands: jökulhlaup) en de diepe rivieren die men moest doorkruisen. Een uiterst gevaarlijke gletsjerdoorbraak vond plaats in 1918 na een vulkaanuitbarsting waarbij de kustlijn 5 kilometer werd verlegd.